# 湘陰県
湘陰県（しょういん-けん）は中華人民共和国湖南省岳陽市に位置する県。洞庭湖の南の農漁業の盛んな地域である。左宗棠・郭嵩燾・范源濂といった近代中国の重要人物の出身地でもある。

## 歴史
474年（元徽2年）、南朝宋により巴峡からの移民を居住させるため羅県・益陽県・湘西県の一部に湘陰県を設置した。589年（開皇9年）、湘陰県は岳陽県に編入、591年（開皇11年）には岳陽県は湘陰県と改称された。625年（武徳8年）には羅県を編入、その管轄範囲は現在の湘陰県・汨羅市・平江県に相当している。707年（神龍3年）、唐朝はその管轄区域が広範であり統治に難あるとして湘陰県東部に昌江県を新設している。
1966年、人口増加を理由に湘陰県東部に汨羅県を新設している。

## 行政区画
- 街道：文星街道
- 鎮：東塘鎮、樟樹鎮、三塘鎮、嶺北鎮、新泉鎮、湘浜鎮、南湖洲鎮、鶴竜湖鎮、静河鎮、石塘鎮、洋沙湖鎮、金竜鎮
- 郷：六塘郷、楊林寨郷

## 出身者
- 左宗棠 - 清末の政治家。洋務運動の指導者。
- 郭嵩燾 - 清末の政治家・外交官。
- 范源濂 - 清末民初の政治家。北京政府で教育改革を行った。
- 任弼時 - 中国共産党の要人。毛沢東らと同格の党中央書記の地位にあった。